# Toroid

Toroid

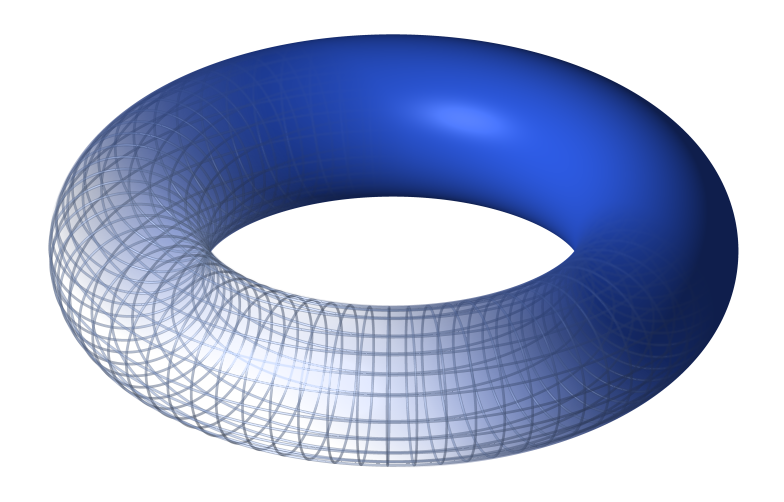
Torus

Toroid, den tredimensionella rotationskropp som uppstår när en cirkel eller annan sluten kurva i XY-planet roterar kring en axel i XY-planet, åtminstone om axeln ej skär eller tangerar kurvan.
Specialfallet när den slutna kurvan är en cirkel kallas torus.
Bakverket munk är exempel på denna form.